# Meninos da Elite
GRES Meninos da Elite é uma escola de samba do Guarujá, São Paulo. apesar disso, mantem a denominação "Grêmio Recrativo Bloco Carnavalesco", da época em que era um bloco.
Em 2009, foi última colocada do Grupo Especial, sendo rebaixada para o grupo de acesso.
Em 2010, apresentou o enredo "lembrança dos antigos carnavais".

## Carnavais
| Ano  | Colocação   | Grupo    | Enredo | Carnavalesco |
| ---- | ----------- | -------- | --- | ------------ |
| 2007 | Vice-Campeã | Especial | |              |
| 2008 |             | Especial | Os Mistérios do Nº 7... Meninos tem Sete Letras, De Elite Também. É o Samba Pintando o Ssete, Na Avenida Sete Tem |              |
| 2009 | 7º lugar    | Especial | |              |
| 2010 | Campeã      | Acesso   | Lembrança dos Antigos Carnavais                                                                                   |              |
| 2011 | 6ºLugar     | Especial | |              |